# Trentino Volley 2020-2021
Questa voce raccoglie le informazioni riguardanti la Trentino Volley nelle competizioni ufficiali della stagione 2020-2021.

## Stagione
Nella stagione 2020-21 la Trentino Volley assume la denominazione sponsorizzata di Itas Trentino.
Nella Supercoppa italiana viene eliminata nelle semifinali dalla Lube.
Partecipa per la ventunesima volta alla Superlega; chiude la regular season di campionato al terzo posto in classifica, qualificandosi per i play-off scudetto: arriva fino alle semifinali, sconfitta dalla Lube.
È eliminata dalla Coppa Italia nelle semifinali a seguito della gara persa contro la Sir Safety Perugia.
Partecipa inoltre alla Champions League: superate sia le due fasi preliminari che quella a gironi con il primo posto in classifica nel proprio raggruppamento, conquista la finale, venendo poi sconfitta dallo ZAKSA.

## Organigramma societario
Area direttiva
- Presidente: Diego Mosna
- Segreteria generale: Chiara Candotti
- Amministrazione: Laura Corradini
- General manager: Bruno Da Re
- Team manager: Riccardo Michieletto
- Responsabile logistica: Giuseppe Borgono, Matteo Daldoss
- Responsabile palasport: Antonio Brentari

Area tecnica
- Allenatore: Angelo Lorenzetti
- Allenatore in seconda: Francesco Petrella
- Scout man: Mattia Castello
- Responsabile settore giovanile: Francesco Conci, Riccardo Michieletto

Area comunicazione
- Addetto stampa: Francesco Segala
- Speaker: Gabriele Biancardi
- Fotografo: Marco Trabalza

Area marketing
- Area commerciale: Roberto Brughera, Cristina Giordano, Marco Oberosler, Graziana Pisetta

Area sanitaria
- Medico: Mauro Bortoluzza
- Preparatore atletico: Lorenzo Barbieri
- Fisioterapista: Alessandro Russo

## Rosa
| N° | Nome                   | Ruolo | Data di nascita  | Nazionalità sportiva |
| -- | ---------------------- | ----- | ---------------- | -------------------- |
| 2  | Lorenzo Cortesia       | C     | 26 luglio 1999   | Italia               |
| 3  | Andrea Argenta         | O     | 1º giugno 1996   | Italia               |
| 5  | Alessandro Michieletto | S     | 5 dicembre 2001  | Italia               |
| 6  | Lorenzo Sperotto       | P     | 28 aprile 1999   | Italia               |
| 7  | Salvatore Rossini      | L     | 13 luglio 1986   | Italia               |
| 8  | Ricardo Lucarelli      | S     | 14 febbraio 1992 | Brasile              |
| 9  | Simone Giannelli       | P     | 9 agosto 1996    | Italia               |
| 11 | Dick Kooy              | S     | 3 dicembre 1987  | Italia               |
| 14 | Nimir Abdel-Aziz       | O     | 5 febbraio 1992  | Paesi Bassi          |
| 16 | Luis Sosa              | S     | 18 maggio 1995   | Cuba                 |
| 18 | Marko Podraščanin      | C     | 29 agosto 1987   | Serbia               |
| 20 | Srećko Lisinac         | C     | 17 maggio 1992   | Serbia               |
| 24 | Carlo De Angelis       | L     | 10 gennaio 1996  | Italia               |

## Mercato
| Acquisti | Acquisti          | Acquisti           | Acquisti   |
| R.       | Nome              | da                 | Modalità   |
| -------- | ----------------- | ------------------ | ---------- |
| O        | Nimir Abdel-Aziz  | Powervolley Milano | definitivo |
| O        | Andrea Argenta    | Peimar             | definitivo |
| C        | Lorenzo Cortesia  | Porto Robur Costa  | definitivo |
| S        | Dick Kooy         | You Energy         | definitivo |
| S        | Ricardo Lucarelli | Funvic             | definitivo |
| C        | Marko Podraščanin | Sir Safety Perugia | definitivo |
| L        | Salvatore Rossini | Modena             | definitivo |
| P        | Lorenzo Sperotto  | Roma Club          | definitivo |

| Cessioni | Cessioni          | Cessioni           | Cessioni   |
| R.       | Nome              | a                  | Modalità   |
| -------- | ----------------- | ------------------ | ---------- |
| C        | Davide Candellaro | You Energy         | definitivo |
| S        | Klemen Čebulj     | Asseco Resovia     | definitivo |
| C        | Lorenzo Codarin   | Cuneo              | definitivo |
| P        | Nicola Daldello   | Powervolley Milano | definitivo |
| O        | Mitar Đurić       | ACH Volley         | definitivo |
| L        | Jenia Grebennikov | Modena             | definitivo |
| S        | Uroš Kovačević    | Beijing            | definitivo |
| S        | Aaron Russell     | You Energy         | definitivo |
| O        | Luca Vettori      | Modena             | definitivo |

## Risultati

### Superlega

#### Girone di andata
| 1ª giornata - 27 settembre 2020 PalaSanLazzaro, Padova                    | Padova            | 0 - 3 | Trentino           | 25-27, 15-25, 24-26               |
| 2ª giornata - 4 ottobre 2020 PalaTrento, Trento                           | Trentino          | 0 - 3 | NBV                | 26-28, 23-25, 21-25               |
| 3ª giornata - 7 ottobre 2020 PalaCivitanova, Civitanova Marche            | Lube              | 3 - 0 | Trentino           | 25-15, 26-24, 25-18               |
| 4ª giornata - 11 ottobre 2020 PalaBanca, Piacenza                         | You Energy        | 0 - 3 | Trentino           | 22-25, 13-25, 21-25               |
| 5ª giornata - 9 dicembre 2020 PalaTrento, Trento                          | Trentino          | 3 - 0 | Modena             | 26-24, 25-22, 25-20               |
| 6ª giornata - 18 ottobre 2020 PalaTrento, Trento                          | Trentino          | 1 - 3 | Sir Safety Perugia | 25-17, 22-25, 17-25, 25-27        |
| 7ª giornata - 25 ottobre 2020 Palazzetto dello Sport, Monza               | Milano            | 3 - 2 | Trentino           | 25-21, 21-25, 19-25, 25-16, 15-13 |
| 8ª giornata - 1º novembre 2020 Palazzetto dello Sport, Cisterna di Latina | Top Volley Latina | 1 - 3 | Trentino           | 17-25, 20-25, 25-22, 24-26        |
| 9ª giornata - 25 novembre 2020 PalaTrento, Trento                         | Trentino          | 1 - 3 | Callipo            | 18-25, 25-22, 23-25, 23-25        |
| 10ª giornata - 6 gennaio 2020 PalaTrento, Trento                          | Trentino          | 3 - 0 | Powervolley Milano | 25-18, 25-17, 25-15               |
| 11ª giornata - 30 dicembre 2020 PalaDeAndré, Ravenna                      | Porto Robur Costa | 1 - 3 | Trentino           | 20-25, 25-18, 13-25, 19-25        |

#### Girone di ritorno
| 12ª giornata - 13 gennaio 2020 PalaTrento, Trento        | Trentino           | 3 - 0 | Padova            | 25-13, 25-22, 35-33               |
| 13ª giornata - 6 dicembre 2020 PalaOlimpia, Verona       | NBV                | 2 - 3 | Trentino          | 25-23, 26-24, 22-25, 20-25, 10-15 |
| 14ª giornata - 14 dicembre 2020 PalaTrento, Trento       | Trentino           | 3 - 0 | Lube              | 25-22, 25-23, 25-22               |
| 15ª giornata - 20 dicembre 2020 PalaTrento, Trento       | Trentino           | 3 - 0 | You Energy        | 25-16, 25-21, 25-17               |
| 16ª giornata - 27 dicembre 2020 PalaPanini, Modena       | Modena             | 1 - 3 | Trentino          | 18-25, 27-29, 25-23, 22-25        |
| 17ª giornata - 3 gennaio 2021 PalaEvangelisti, Perugia   | Sir Safety Perugia | 1 - 3 | Trentino          | 20-25, 25-23, 19-25, 21-25        |
| 18ª giornata - 10 gennaio 2021 PalaTrento, Trento        | Trentino           | 3 - 2 | Milano            | 25-16, 20-25, 25-17, 20-25, 15-13 |
| 19ª giornata - 16 gennaio 2021 PalaTrento, Trento        | Trentino           | 3 - 1 | Top Volley Latina | 24-26, 26-24, 25-20, 25-18        |
| 20ª giornata - 24 gennaio 2021 PalaMaiata, Vibo Valentia | Callipo            | 0 - 3 | Trentino          | 13-25, 16-25, 20-25               |
| 21ª giornata - 3 febbraio 2021 Palalido, Milano          | Powervolley Milano | 3 - 0 | Trentino          | 25-22, 25-23, 25-22               |
| 22ª giornata - 6 febbraio 2021 PalaTrento, Trento        | Trentino           | 3 - 1 | Porto Robur Costa | 25-19, 23-25, 25-23, 25-19        |

#### Play-off scudetto
| Quarti di finale (gara 1) - 10 marzo 2021 PalaTrento, Trento          | Trentino   | 3 - 2 | You Energy | 25-18, 23-25, 22-25, 25-20, 15-8  |
| Quarti di finale (gara 2) - 14 marzo 2021 PalaBanca, Piacenza         | You Energy | 1 - 3 | Trentino   | 17-25, 27-25, 18-25, 22-25        |
| Semifinali (gara 1) - 28 marzo 2021 PalaCivitanova, Civitanova Marche | Lube       | 2 - 3 | Trentino   | 25-23, 21-25, 25-21, 24-26, 12-15 |
| Semifinali (gara 2) - 1º aprile 2021 PalaTrento, Trento               | Trentino   | 0 - 3 | Lube       | 23-25, 23-25, 17-25               |
| Semifinali (gara 3) - 4 aprile 2021 PalaCivitanova, Civitanova Marche | Lube       | 3 - 1 | Trentino   | 25-27, 25-22, 25-17, 25-21        |
| Semifinali (gara 4) - 7 aprile 2021 PalaTrento, Trento                | Trentino   | 0 - 3 | Lube       | 19-25, 23-25, 23-25               |

### Coppa Italia
| Quarti di finale - 27 gennaio 2021 PalaTrento, Trento          | Trentino           | 3 - 0 | Powervolley Milano | 25-22, 25-21, 25-21 |
| Semifinali - 30 gennaio 2021 Unipol Arena, Casalecchio di Reno | Sir Safety Perugia | 3 - 0 | Trentino           | 25-19, 25-14, 25-17 |

### Supercoppa italiana
| Semifinali (andata) - 13 settembre 2020 PalaTrento, Trento                 | Trentino | 3 - 2 | Lube     | 21-25, 25-19, 16-25, 25-21, 15-9                    |
| Semifinali (ritorno) - 20 settembre 2020 PalaCivitanova, Civitanova Marche | Lube     | 3 - 2 | Trentino | 25-18, 22-25, 25-19, 20-25, 15-11 Golden set: 15-12 |

### Champions League

#### Fase a eliminazione diretta
| 29 settembre 2020 PalaTrento, Trento                          | Polonia London | 0 - 3 | Trentino  | 16-25, 17-25, 15-25 |
| 1º ottobre 2020 PalaTrento, Trento                            | Trentino       | 3 - 0 | Vojvodina | 25-19, 25-20, 25-18 |
| 2ª giornata - 28 ottobre 2020 Sporthalle Tellenfeld, Amriswil | Dinamo Mosca   | 0 - 3 | Trentino  | 18-25, 13-25, 16-25 |
| 3ª giornata - 29 ottobre 2020 Sporthalle Tellenfeld, Amriswil | Trentino       | 3 - 0 | Amriswil  | 25-19, 25-22, 25-18 |

#### Fase a gironi
| 1ª giornata - 1º dicembre 2020 PalaTrento, Trento                     | Trentino        | 3 - 2 | Lokomotiv Novosibirsk | 21-25, 23-25, 25-23, 25-23, 15-2 |
| 2ª giornata - 2 dicembre 2020 PalaTrento, Trento                      | Karlovarsko     | 1 - 3 | Trentino              | 25-19, 18-25, 18-25, 20-25       |
| 3ª giornata - 3 dicembre 2020 PalaTrento, Trento                      | Friedrichshafen | 0 - 3 | Trentino              | 19-25, 18-25, 18-25              |
| 4ª giornata - 9 febbraio 2021 Zeppelin CAT Halle A1, Friedrichshafen  | Trentino        | 3 - 0 | Lokomotiv Novosibirsk | 25-19, 25-20, 25-15              |
| 5ª giornata - 10 febbraio 2021 Zeppelin CAT Halle A1, Friedrichshafen | Karlovarsko     | 1 - 3 | Trentino              | 22-25, 25-23, 20-25, 22-25       |
| 6ª giornata - 11 febbraio 2021 Zeppelin CAT Halle A1, Friedrichshafen | Friedrichshafen | 0 - 3 | Trentino              | 0-25, 0-25, 0-25                 |

#### Fase a eliminazione diretta
| Quarti di finale (andata) - 25 febbraio 2021 Max-Schmeling-Halle, Berlino | Charlottenburg     | 1 - 3 | Trentino           | 19-25, 23-25, 28-26, 17-25       |
| Quarti di finale (ritorno) - 4 marzo 2021 PalaTrento, Trento              | Trentino           | 3 - 0 | Charlottenburg     | 25-22, 25-21, 25-14              |
| Semifinali (andata) - 18 marzo 2021 PalaTrento, Trento                    | Trentino           | 3 - 0 | Sir Safety Perugia | 25-21, 25-16, 25-23              |
| Semifinali (ritorno) - 24 marzo 2021 PalaEvangelisti, Perugia             | Sir Safety Perugia | 3 - 2 | Trentino           | 25-22, 25-17, 23-25, 17-25, 15-6 |
| Finale - 1º maggio 2021 PalaOlimpia, Verona                               | ZAKSA              | 3 - 1 | Trentino           | 25-22, 25-22, 21-25, 28-26       |

## Statistiche

### Statistiche di squadra
| Competizione        | Punti  | In casa | In casa | In casa | In trasferta | In trasferta | In trasferta | Totale | Totale | Totale |
| Competizione        | Punti  | G       | V       | P       | G            | V            | P            | G      | V      | P      |
| ------------------- | ------ | ------- | ------- | ------- | ------------ | ------------ | ------------ | ------ | ------ | ------ |
| Superlega           | 47     | 14      | 9       | 5       | 14           | 10           | 4            | 28     | 19     | 9      |
| Coppa Italia        | -      | 1       | 1       | 0       | 0            | 0            | 0            | 2      | 1      | 1      |
| Supercoppa italiana | -      | 1       | 1       | 0       | 1            | 0            | 1            | 2      | 1      | 1      |
| Champions League    | 6/6/17 | 2       | 2       | 0       | 2            | 1            | 1            | 14     | 12     | 2      |
| Totale              | -      | 18      | 13      | 5       | 17           | 11           | 6            | 46     | 33     | 13     |

G = partite giocate; V = partite vinte; P = partite perse

### Statistiche dei giocatori
| Giocatore      | Superlega | Superlega | Superlega | Superlega | Superlega | Coppa Italia | Coppa Italia | Coppa Italia | Coppa Italia | Coppa Italia | Supercoppa italiana | Supercoppa italiana | Supercoppa italiana | Supercoppa italiana | Supercoppa italiana | Champions League | Champions League | Champions League | Champions League | Champions League | Totale | Totale | Totale | Totale | Totale |
| Giocatore      | P         | PT        | AV        | MV        | BV        | P            | PT           | AV           | MV           | BV           | P                   | PT                  | AV                  | MV                  | BV                  | P                | PT               | AV               | MV               | BV               | P      | PT     | AV     | MV     | BV     |
| -------------- | --------- | --------- | --------- | --------- | --------- | ------------ | ------------ | ------------ | ------------ | ------------ | ------------------- | ------------------- | ------------------- | ------------------- | ------------------- | ---------------- | ---------------- | ---------------- | ---------------- | ---------------- | ------ | ------ | ------ | ------ | ------ |
| N. Abdel-Aziz  | 28        | 556       | 428       | 35        | 93        | 2            | 23           | 20           | 1            | 2            | 2                   | 43                  | 31                  | 5                   | 7                   | 14               | 209              | 150              | 22               | 37               | 46     | 831    | 629    | 63     | 139    |
| A. Argenta     | 10        | 1         | 0         | 1         | 0         | 1            | 0            | 0            | 0            | 0            | 2                   | 0                   | 0                   | 0                   | 0                   | 10               | 47               | 33               | 9                | 5                | 23     | 48     | 33     | 10     | 5      |
| L. Cortesia    | 12        | 15        | 8         | 7         | 0         | 0            | 0            | 0            | 0            | 0            | 2                   | 15                  | 12                  | 3                   | 0                   | 7                | 18               | 12               | 4                | 2                | 21     | 48     | 32     | 14     | 2      |
| C. De Angelis  | 12        | 0         | 0         | 0         | 0         | 0            | 0            | 0            | 0            | 0            | 2                   | 0                   | 0                   | 0                   | 0                   | 7                | 0                | 0                | 0                | 0                | 21     | 0      | 0      | 0      | 0      |
| S. Giannelli   | 27        | 74        | 32        | 29        | 13        | 2            | 4            | 1            | 3            | 0            | 2                   | 11                  | 7                   | 4                   | 0                   | 11               | 33               | 14               | 14               | 5                | 42     | 122    | 54     | 50     | 18     |
| D. Kooy        | 18        | 159       | 135       | 16        | 8         | 2            | 3            | 3            | 0            | 0            | 2                   | 37                  | 30                  | 1                   | 6                   | 12               | 91               | 74               | 7                | 10               | 34     | 290    | 242    | 24     | 24     |
| S. Lisinac     | 27        | 232       | 180       | 36        | 16        | 2            | 10           | 10           | 0            | 0            | -                   | -                   | -                   | -                   | -                   | 13               | 111              | 71               | 29               | 11               | 42     | 353    | 261    | 65     | 27     |
| R. Lucarelli   | 27        | 323       | 263       | 27        | 33        | 2            | 21           | 16           | 0            | 5            | 1                   | 1                   | 0                   | 0                   | 1                   | 14               | 137              | 111              | 12               | 14               | 44     | 482    | 390    | 39     | 53     |
| A. Michieletto | 21        | 156       | 119       | 16        | 21        | 2            | 12           | 11           | 1            | 0            | 2                   | 19                  | 12                  | 4                   | 3                   | 10               | 61               | 48               | 7                | 6                | 35     | 248    | 190    | 28     | 30     |
| M. Podraščanin | 27        | 239       | 160       | 63        | 16        | 2            | 10           | 6            | 3            | 1            | 2                   | 18                  | 18                  | 0                   | 0                   | 14               | 101              | 73               | 25               | 3                | 45     | 368    | 257    | 91     | 20     |
| S. Rossini     | 28        | 0         | 0         | 0         | 0         | 2            | 0            | 0            | 0            | 0            | 2                   | 0                   | 0                   | 0                   | 0                   | 14               | 1                | 1                | 0                | 0                | 46     | 1      | 1      | 0      | 0      |
| L. Sosa        | 18        | 4         | 3         | 1         | 0         | 1            | 0            | 0            | 0            | 0            | 2                   | 0                   | 0                   | 0                   | 0                   | 11               | 18               | 17               | 0                | 1                | 32     | 22     | 20     | 1      | 1      |
| L. Sperotto    | 14        | 2         | 0         | 0         | 2         | 0            | 0            | 0            | 0            | 0            | 2                   | 1                   | 0                   | 0                   | 1                   | 7                | 0                | 0                | 0                | 0                | 23     | 3      | 0      | 0      | 3      |

P = presenze; PT = punti totali; AV = attacchi vincenti; MV = muri vincenti; BV = battute vincenti